# Cerium-136
Cerium-136 of 136Ce is een stabiele isotoop van cerium, een lanthanide. Het is een van de vier stabiele isotopen van het element, naast cerium-138, cerium-140 en cerium-142.  De abundantie op Aarde bedraagt 0,185%. 
Cerium-136 ontstaat onder meer bij het radioactief verval van praseodymium-136.
{\displaystyle {\ce {{^{136}_{59}Pr}->{^{136}_{58}Ce}+{e^{+}}+{\nu }_{e}}}}
De isotoop wordt ervan verdacht via een dubbel bètaverval te vervallen tot de stabiele isotoop barium-136. Cerium-136 bezit echter een halfwaardetijd van 38 biljard jaar. Derhalve kan de isotoop als stabiel beschouwd worden. Dit vanwege het feit dat de halfwaardetijd vele malen groter is dan de leeftijd van het universum.
{\displaystyle {\ce {{^{136}_{58}Ce}->{^{136}_{57}La}+{e^{+}}+{\nu }_{e}}}}
{\displaystyle {\ce {{^{136}_{57}La}->{^{136}_{56}Ba}+{e^{+}}+{\nu }_{e}}}}
119Ce · 120Ce · 121Ce · 122Ce · 123Ce · 124Ce · 125Ce · 126Ce · 127Ce · 128Ce · 129Ce · 130Ce · 130mCe · 131Ce · 131mCe · 132Ce · 132mCe · 133Ce · 133mCe · 134Ce · 135Ce · 135mCe · 136Ce · 136mCe · 137Ce · 137mCe · 138Ce · 138mCe · 139Ce · 139mCe · 140Ce · 140mCe · 141Ce · 142Ce · 143Ce · 144Ce · 145Ce · 146Ce · 147Ce · 148Ce · 149Ce · 150Ce · 151Ce · 152Ce · 153Ce · 154Ce · 155Ce · 156Ce · 157Ce · 158Ce